# 青霉素
青霉素类（INN：penicillins，PCNs）旧音譯作盤尼西林，是一类重要的β-内酰胺类抗生素（β－lactams），分子中含有青霉烷，能干扰细菌细胞壁的合成并在细菌细胞的繁殖期起杀菌作用。青霉素类由某些青霉菌属（Penicillium）丝状真菌的发酵液提取或半合成制造而得。β-内酰胺类抗生素包括青霉素类、头孢菌素类、碳青霉烯类、单环类、头霉素类等。青霉素是很常用的抗菌药品。但每次使用前必须做皮內測试，以防过敏。
青霉素类是人類最早發現的抗生素，但当时发现并提纯的是 penicillin F，而非现今常用的 penicillin G 或 penicillin V。

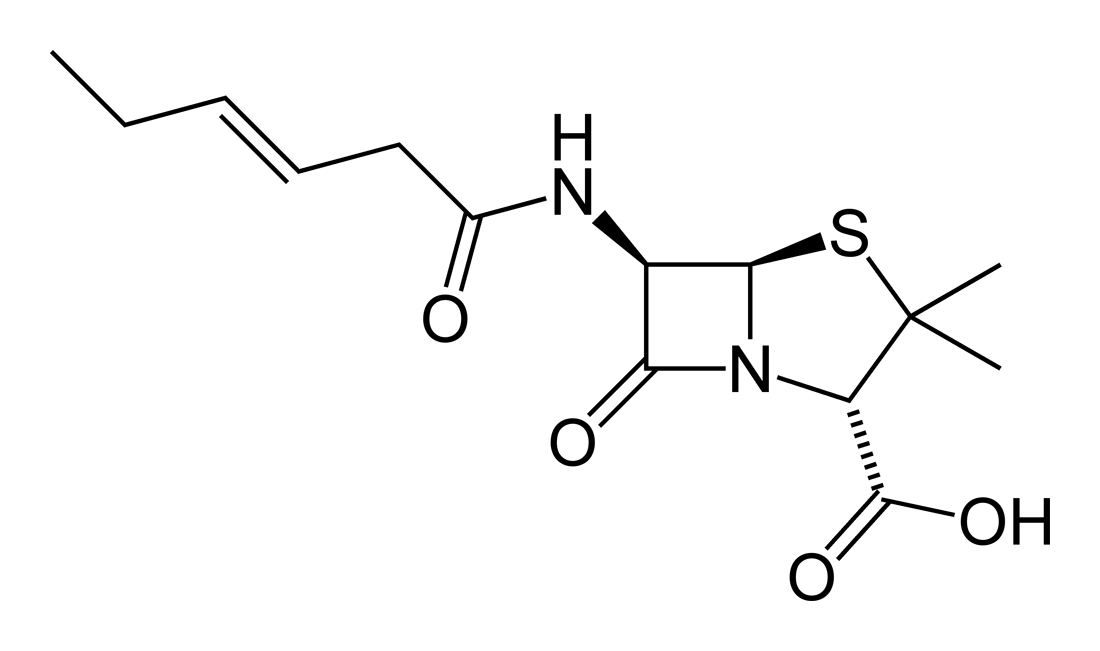
青霉素F的键线式 （2-pentenylpenicillin）
青霉素G的键线式 （benzylpenicillin）
青霉素V的键线式 （phenoxymethylpenicillin）

## 历史
1928年英國倫敦大學聖瑪莉醫學院（现属伦敦帝国学院）細菌學教授弗萊明在實驗室中發現青黴菌具有殺菌作用，1938年由牛津大學的柴恩、弗洛里及希特利（Norman Heatley，1911－2004）領導的團隊提煉出來。弗萊明因此與柴恩和弗洛里共同獲得了1945年諾貝爾生理醫學獎。青霉素是一种半抗原（hapten）。
早期青黴素仍無法大量生產，弗萊明實驗室一個月所生產的青黴素，僅能供一個病人治療用，因此如何大量生產青黴素便成為重要關鍵。首先美國的研究團隊設計出玉米漿培養液，可大量培養青黴菌，由原先的每毫升僅含4單位提升到40單位，趕上二次世界大戰初期救治傷兵的需求。一日，研究人員瑪莉·亨特（Mary Hunt）女士在伊利诺伊州的皮奥里亚市場發現一顆發霉的哈密瓜表皮長滿青黴，她用這顆哈密瓜篩選出能大量分泌青黴素的菌株，其青黴素產量可達每毫升250單位。後來威斯康辛大學研究人員利用紫外光照射菌株使它產生突變，使其產量提升到2,500單位。許多研究團隊紛紛加入菌種改良的計划，最後青黴菌已提升到每毫升可以生產5萬單位的青黴素，使青黴素得以商業化生產。1945年，六千多亿单位的青霉素被生产出来。

## 分类

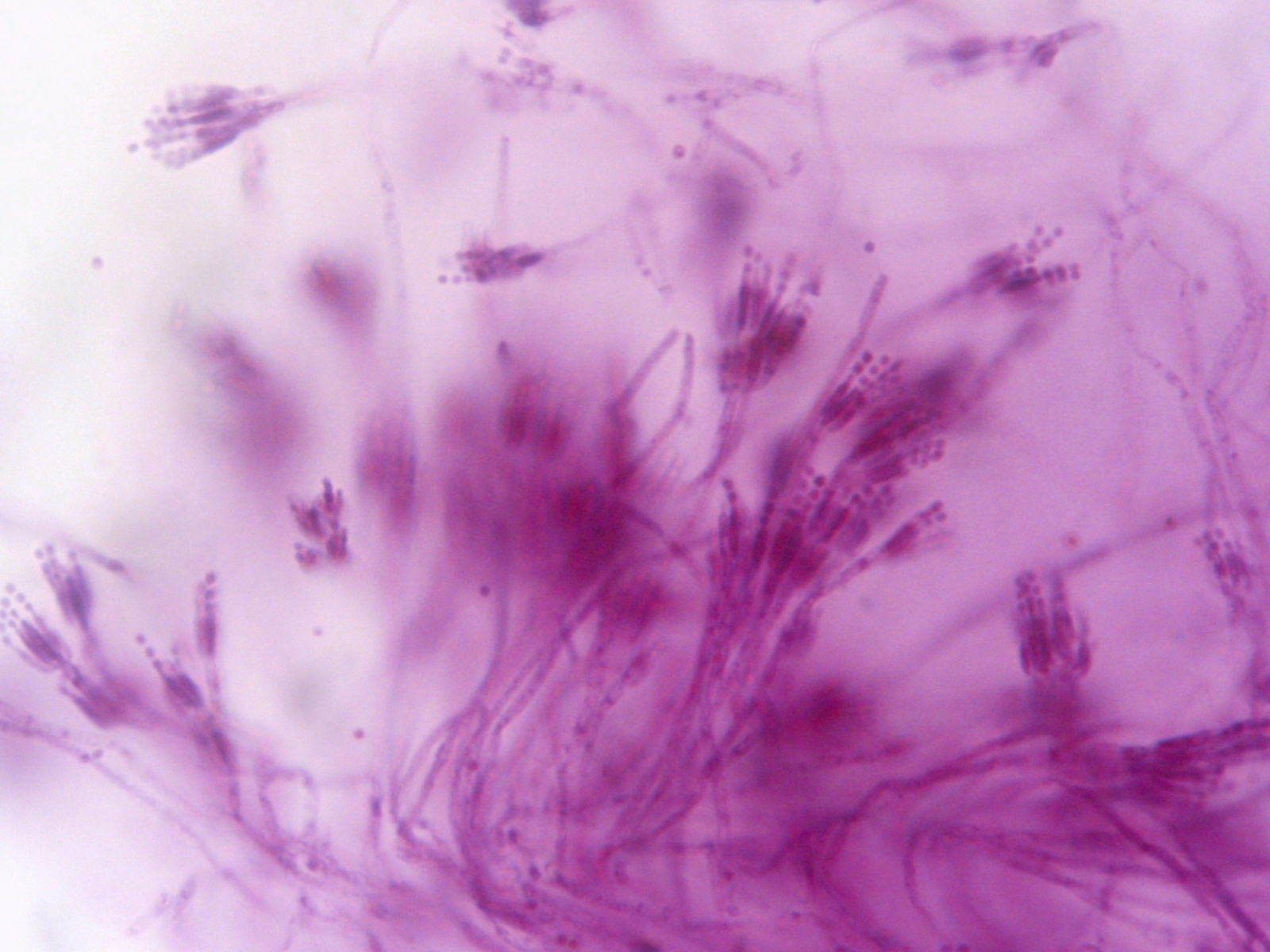
青霉菌

1. 青霉素G类：如青霉素G钾、青霉素G钠、长效西林等。
2. 半合成青霉素

1. 耐酸青霉素：青霉素V
2. 耐酶青霉素：如苯唑青霉素（新青Ⅱ号）、氯唑青霉素等。
3. 广谱青霉素：如氨苄青霉素、羟氨苄青霉素（阿莫西林）等。
4. 抗绿脓杆菌的广谱青霉素：如羧苄青霉素、氧哌嗪青霉素、呋苄青霉素等。
5. 氮咪青霉素（抗革兰阴性杆菌青霉素）：如美西林及其酯匹美西林等，其特点为较耐酶，对某些阴性杆菌（如：大肠杆菌、克雷伯氏菌和沙门氏菌）有效，但对绿脓杆菌效差。

## 机制及特点

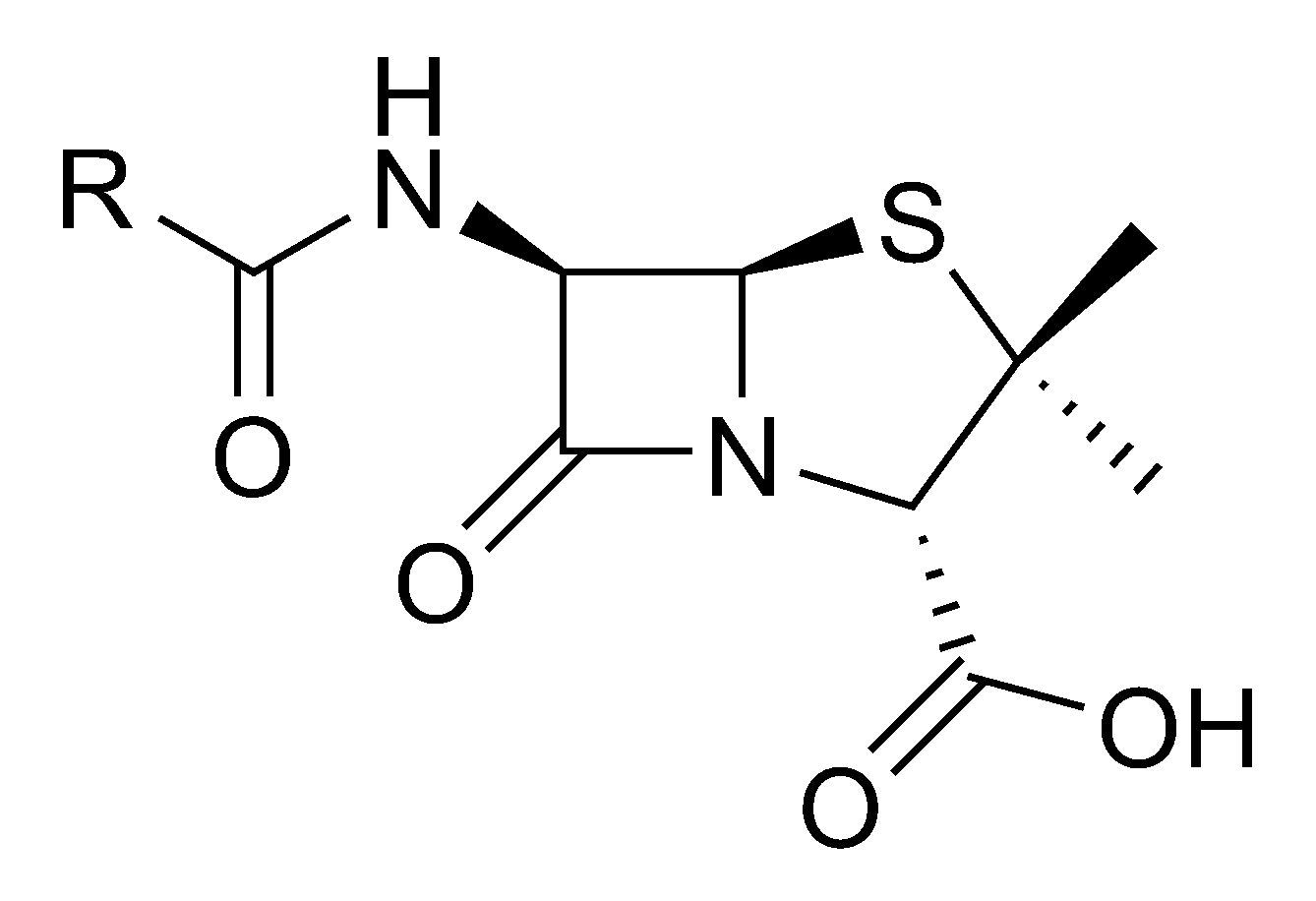
青霉素类常见的共同键线式

青霉素类抗生素是β-内酰胺类中一大类抗生素的总称，它们具有相似的作用机理。
细菌一般都处于低渗（即外界的渗透压低于细菌体内部）的环境中，因而会自发地吸收外界的水分。为了防止细胞因吸水过多而胀裂，细菌在其细胞壁中合成一种名为肽聚糖的物质，以此抵抗细菌体的自发吸水膨胀。青霉素即作用于肽聚糖(peptidoglycan)的轉化-合成过程中，阻止它的合成，进而导致细菌体失去抵抗渗透压的能力而胀破。
由于β-内酰胺类作用于细菌的细胞壁，而人类细胞只有细胞膜无细胞壁，故对人类的毒性较小，除能引起严重的过敏反应外，在一般用量下，其毒性不甚明显，但它不能耐受耐药菌株（如抗藥性金黃色葡萄球菌）所产生的酶，易被其破坏，且其抗菌谱较窄，主要对革兰氏阳性菌有效。青霉素G有钾盐、钠盐之分，钾盐不仅不能直接静注，静脉滴注时，也要仔细计算钾离子量，以免注入人体形成高血钾而抑制心脏功能，造成死亡。

## 構效關係
青黴素的構效關係為：
1. 具有環張力的β-内酰胺環必須存在

青黴素類藥物構效關係簡圖

2. 自由型羧酸必須存在，通常保持離子態，以做鈉或鉀鹽服用，另一用處是與目標酵素活化位之離胺酸殘基的帶有正電荷氮原子結合
3. 雙環系統必須存在
4. 醯胺側鏈必須存在
5. 硫原子通常存在但不是必要
6. 醯胺基相對於雙環系統的立體組態是非常重要的

## 不良反应

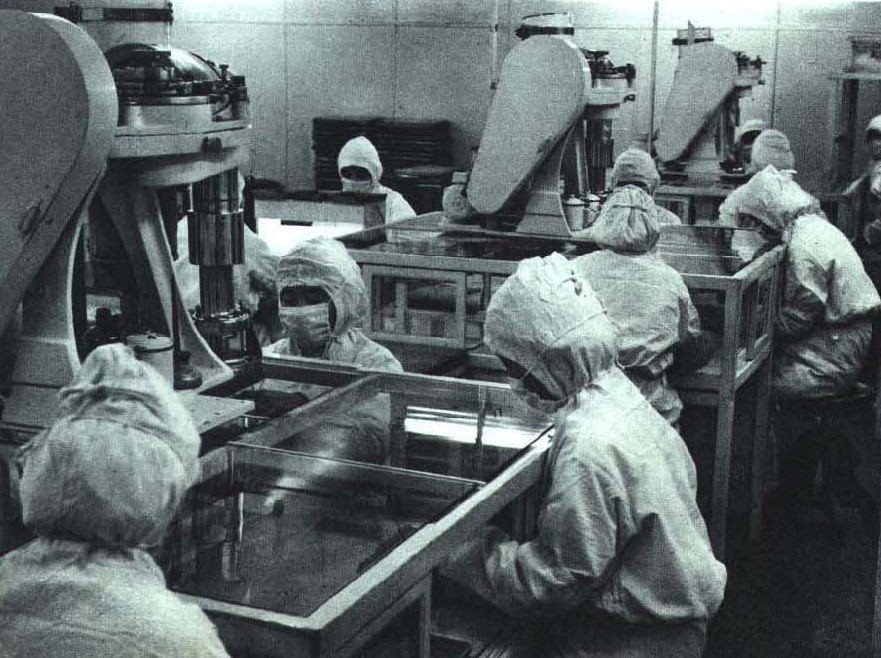
1964年中国的一个无菌车间制作青霉素

青霉素类抗生素的毒性很小，是化疗指数最大的抗生素，但其青霉素类抗生素常见的过敏反应在各种药物中居首位，发生率最高可达5%～10%。为皮肤反应，表现皮疹、血管性水肿，最严重者为过敏性休克，多在注射后数分钟内发生，症状为呼吸困难、发绀、血压下降、昏迷、肢体强直，最后惊厥，抢救不及时可造成死亡。各种给药途径或应用各种制剂都能引起过敏性休克，但以注射用药的发生率最高。过敏反应的发生与药物剂量大小无关。对本品高度过敏者，虽极微量亦能引起休克。大剂量长时间注射对中枢神经系统有毒性（如引起抽搐、昏迷等），停药或降低剂量可以恢复。
使用青霉素类抗生素必须先做皮内试验。青霉素过敏试验包括皮肤试验方法（简称青霉素皮试）及体外试验方法，其中以皮内注射较准确。皮试本身也有一定的危险性，约有25％的过敏性休克死亡的病人死于皮试。所以皮试或注射给药时都应作好充分的抢救准备。在换用不同批号青霉素时，也需重作皮试。注射液、皮试液均不稳定，以新鲜配制为佳。而且由于自肾排泄，肾功能不良者，剂量应适当调整。此外，局部应用導致過敏机会多，且细菌易产生耐药性，故不提倡。

## 軼闻
2016年，阿德莱德大学澳大利亚古DNA研究中心（Australian Centre for Ancient DNA）的學者於「自然」期刊發表其研究，指出生存於舊石器時代的尼安德塔人即有使用青黴菌來抵抗牙痛的記錄，也咀嚼含有水楊酸的楊樹來當作。